# Al Williamson
Al Williamson, född 21 mars 1931 i New York i New York, död 12 juni 2010, var en amerikansk serietecknare och illustratör som sågs som serielegendaren Alex Raymonds främste lärjunge. Under åren 1967–1980 tecknade han Raymonds spionserie "Agent X9", vilken under Williamsons tid på serien bytte namn till "Agent Corrigan". Därutöver har han också arbetat med serien Blixt Gordon 1966–1967 och serieversionerna av George Lucas filmer Rymdimperiet slår tillbaka och Jedins återkomst. Williamson avled 2010 i Alzheimers sjukdom.